# Dermèstids
Els dermèstids (Dermestidae) són una família de coleòpters polífags. Es coneixen 50 gèneres i 1200 espècies a tot el món. La seva mida varia entre 1 i 12 mm. Els adults tenen una forma del cos oval arrodonida amb el cos cobert de pèls o escates. Les larves són de tipus escarabeiforme i també tenen pèls.

## Història natural
Els dermèstids tenen hàbits variats; la majoria dels gèneres són carronyaires i s'alimenten de restes d'animals a la fase seca de la descomposició cadavèrica o de material vegetal com la pela i el pol·len, pèl d'animals, plomes, insectes morts i fibres naturals. Les espècies del gènere Dermestes es troben en els cadàvers d'animals, mentre d'altres es troben en els nius de mamífers, ocells, abelles i vespes. Els dels gènere Thaumaglossa només viu en els ous dels màntids mentre que Trogoderma són plagues dels cereals.
Aquests coleòpters són significatius en l'entomologia forense. Algunes espècies que es troben en els cadàvers ajuden en les investigacions dels crims.
Es fan servir en la taxidèrmia i en els museus d'història natural per a netejar els esquelets dels animals. Algunes espècies de dermèstids infesten les caixes dels violins i s'alimenten del pèl de l'arc del violí.

## Alguns tàxons
Gèneres
- Anthrenus
- Attagenus
- Dermestes
- Trogoderma